# Helmenzen
Helmenzen é um município localizada no distrito de Altenkirchen, na associação municipal de Verbandsgemeinde Altenkirchen, no estado da Renânia-Palatinado.

## População
| - 1815 – 187 - 1835 – 255 - 1871 – 334 - 1905 – 420 - 1939 – 406 - 1950 – 488 | - 1961 – 534 - 1965 – 558 - 1970 – 587 - 1975 – 613 - 1980 – 654 - 1985 – 637 | - 1987 – 583 - 1990 – 612 - 1995 – 628 - 2000 – 753 - 2005 – 859 |